# Jullianges
Jullianges é uma comuna francesa na região administrativa de Auvérnia-Ródano-Alpes, no departamento de Alto Loire. Estende-se por uma área de 18,05 km². Em 2010 a comuna tinha 450 habitantes (densidade: 24,9 hab./km²).